# Asura mylea
Asura mylea là một loài bướm đêm thuộc phân họ Arctiinae, họ Erebidae.